# Pierre Ghisellini
Pierre Ghisellini (né le 17 octobre 1943 à Nice) est un coureur cycliste français, professionnel de 1968 à 1972.

## Palmarès
- 1968
  - 2e du Grand Prix du Petit Varois

## Résultats sur les grands tours

### Tour de France
2 participations
- 1970 : 97e
- 1971 : 79e

### Tour d'Italie
1 participation
- 1968 : 70e